# Salvatore Caruso
Pour les articles homonymes, voir Caruso (homonymie).
Salvatore Caruso, né le 15 décembre 1992 à Avola en Sicile, est un joueur de tennis professionnel italien.

## Carrière
Vainqueur de cinq tournois Futures, Salvatore Caruso remporte son premier Challenger à Côme en 2018.
En 2019, il s'extirpe des qualifications des Internationaux de France et atteint le 3e tour après avoir battu Gilles Simon (6-1, 6-2, 6-4). Il se distingue également lors du tournoi d'Umag en écartant le 14e mondial Borna Ćorić au deuxième tour. Début octobre, sa victoire au Challenger de Barcelone marque son entrée dans le top 100. En 2020, il atteint la finale du tournoi ATP 500 de Rio en double. En fin de saison, il accède au 3e tour de l'US Open où il s'incline contre Andrey Rublev et signe une victoire sur Félix Auger-Aliassime, 21e à Sofia. En 2021, il est battu au second tour de l'Open d'Australie à l'issue du tie-break du cinquième set par Fabio Fognini dans une rencontre marquée par une dispute entre les deux joueurs.
À la suite de l'exclusion de Novak Djokovic du tournoi de l'Open d'Australie 2022, Salvatore Caruso, intègre le tableau final en tant que Lucky loser,. Au premier tour, il affronte celui qui aurait dû être l'adversaire de Djokovic, le serbe Miomir Kecmanović, contre lequel il s'incline en trois sets (4-6, 2-6, 1-6).

## Palmarès

### Finale en double messieurs
| No | Date       | Nom et lieu du tournoi           | Catégorie | Dotation    | Surface      | Vainqueurs                         | Partenaire    | Score            |          |
| -- | ---------- | -------------------------------- | --------- | ----------- | ------------ | ---------------------------------- | ------------- | ---------------- | -------- |
| 1  | 17-02-2020 | Rio Open by Claro Rio de Janeiro | ATP 500   | 1 759 905 $ | Terre (ext.) | Marcel Granollers Horacio Zeballos | Federico Gaio | 6-4, 5-7, [10-7] | Parcours |

## Parcours dans les tournois duGrand Chelem

### En simple
| Année | Open d'Australie | Open d'Australie | Internationaux de France | Internationaux de France | Wimbledon       | Wimbledon   | US Open         | US Open      |
| ----- | ---------------- | ---------------- | ------------------------ | ------------------------ | --------------- | ----------- | --------------- | ------------ |
| 2018  | 1er tour (1/64)  | M. Jaziri        | —                        | —                        | —               | —           | —               | —            |
| 2019  | —                | —                | 3e tour (1/16)           | N. Djokovic              | 1er tour (1/64) | G. Simon    | —               | —            |
| 2020  | 1er tour (1/64)  | S. Tsitsipás     | 1er tour (1/64)          | Guido Pella              | Annulé          | Annulé      | 3e tour (1/16)  | A. Rublev    |
| 2021  | 2e tour (1/32)   | F. Fognini       | 1er tour (1/64)          | J. Duckworth             | 1er tour (1/64) | Marin Čilić | 1er tour (1/64) | K. Nishikori |
| 2022  | 1er tour (1/64)  | M. Kecmanović    | —                        | —                        | —               | —           | —               | —            |

N.B. : à droite du résultat se trouve le nom de l'ultime adversaire.

### En double
| Année | Open d'Australie              | Open d'Australie     | Internationaux de France             | Internationaux de France | Wimbledon                            | Wimbledon               | US Open | US Open |
| ----- | ----------------------------- | -------------------- | ------------------------------------ | ------------------------ | ------------------------------------ | ----------------------- | ------- | ------- |
| 2021  | 1er tour (1/32) E. Ruusuvuori | A. Golubev A. Bublik | 1er tour (1/32) A. Davidovich Fokina | Rajeev Ram J. Salisbury  | 1er tour (1/32) A. Davidovich Fokina | K. Krawietz Horia Tecău | —       | —       |

N.B. : le nom du partenaire se trouve sous le résultat ; le nom des ultimes adversaires se trouve à droite.

## Parcours dans lesMasters 1000
| Année | Indian Wells        | Miami                | Monte-Carlo       | Madrid | Rome                | Canada | Cincinnati             | Shanghai | Paris              |
| ----- | ------------------- | -------------------- | ----------------- | ------ | ------------------- | ------ | ---------------------- | -------- | ------------------ |
| 2016  | —                   | —                    | —                 | —      | 1er tour N. Kyrgios | —      | —                      | —        | —                  |
|       |                     |                      |                   |        |                     |        |                        |          |                    |
| 2020  | n.o.                | n.o.                 | n.o.              | n.o.   | 2e tour N. Djokovic | n.o.   | 1er tour F. Krajinović | n.o.     | 1er tour C. Moutet |
| 2021  | 2e tour A. Karatsev | 1er tour Y. Uchiyama | 2e tour A. Rublev | —      | 1er tour D. Goffin  | —      | —                      | n.o.     | —                  |

N.B. : sous le résultat se trouve le nom de l’ultime adversaire.